# ایزابل، لیته
ایزابل، لیته (به لاتین: Isabel, Leyte) یک منطقهٔ مسکونی در فیلیپین است که در لیته واقع شده‌است.

## خصوصیات
ایزابل ۶۴٫۰۱ کیلومترمربع مساحت دارد.